# Luis Campoy Zueco
Luis Campoy Zueco (ur. 31 grudnia 1938 w Ablitas) – hiszpański polityk, nauczyciel i samorządowiec związany z Nawarrą, poseł do Parlamentu Europejskiego IV kadencji, senator, minister w rządzie regionalnym.

## Życiorys
Absolwent historii na Uniwersytecie w Saragossie i socjologii na Uniwersytecie Complutense w Madrycie. Pracował jako nauczyciel oraz dyrektor szkół, odpowiadał również za kształcenie zawodowe w regionie. Zaangażował się w działalność polityczną w ramach Unii Ludowej Nawarry. W latach 1991–1995 był posłem do regionalnego parlamentu i radnym miejskim w Tudeli. Następnie do 1999 zajmował stanowisko alkada tej miejscowości.
Jednocześnie w latach 1994–1999 sprawował mandat eurodeputowanego IV kadencji, który uzyskał z listy krajowej Partii Ludowej. W PE należał do frakcji chadeckiej, pełnił funkcję wiceprzewodniczącego Komisji ds. Polityki Regionalnej. Między 1999 a 2000 ponownie zasiadał w parlamencie Nawarry. W 2000 został wybrany w skład Senatu VII kadencji, którego członkiem był do 2003. Następnie przez cztery lata do 2007 zajmował stanowisko regionalnego ministra ds. edukacji.